# Tacca borneensis
Tacca borneensis Ridl. – gatunek wieloletnich, ziemnopączkowych roślin zielnych z rodziny krąpielowatych (Taccaceae), występujący w zachodniej części Borneo, zasiedlający stale lub okresowo wilgotne obszary nizinne, głównie lasy. Komórki tych roślin posiadają 30 chromosomów, tworzących 15 par homologicznych.

## Morfologia
PokrójŚredniej wielkości rośliny zielne.
ŁodygaMasywne, bulwiaste, kuliste lub wydłużone kłącze. Łodyga kwiatonośna tworzy bezlistny głąbik.
LiścieWszystkie liście wyrastają odziomkowo, są duże i ogonkowe.
KwiatyKwiaty obupłciowe, promieniste, górne, 6-pręcikowe, szypułkowe, zebrane w baldachopodobną wierzchotkę, wyrastającą na bezlistnym głąbiku. Kwiatostan wsparty jest podsadkami, tworzącymi pokrywę, i licznymi, nitkowatymi, opadającymi przysadkami. Okwiat pojedynczy, sześciolistkowy. Pręciki położone w 2 okółkach. Nitki pręcików krótkie, płaskie, tworzące łącznie z szerokimi łącznikami pylników rodzaj kapturka nad zgiętymi główkami pręcika. Główki pręcików skierowane do wewnątrz kwiatu, otwierające się przez podłużną szczelinę. Słupek synkarpiczny, zbudowany z 3 owocolistków. Zalążnia jednokomorowa, o ścianach tworzących 6 żeberek.